# فرسان سانتياغو

صليب القديس يعقوب، شعار المنظمة

فرسان سانتياغو (بالجليقية: Orde de Santiago، وبالإسبانية: Orden de Santiago) هي منظمة عسكرية مسيحية أنشئت في منطقة جليقية الإسبانية في القرن الثاني عشر الميلادي بهدف حماية المسيحية وحماية الحجاج في طريق القديس يعقوب، واكتسبت اسمها من القديس يعقوب (سانتياغو) الرمز القومي لجليقية وإسبانيا، وكان أول سيد للفرسان هو بيدرو فرنانديث دي كاسترو (1115 ـ 1184)، أما سيد الفرسان الحالي فهو ملك إسبانيا. شعار المنظمة هو صليب القديس يعقوب، وهو صليب أحمر ينتهي أسفله بنصل سيف.
في أعقاب وفاة سيد فرسان سانتياغو ألفونسو دي كارديناس سنة 1493، ضم الملكان الكاثوليكيان المنظمة إلى التاج الإسباني، ثم ضم البابا أدريان السادس مكتب سيد فرسان سانتياغو إلى التاج بشكل نهائي سنة 1523.
وفي سنة 1873 ألغت الجمهورية الأولى المنظمة، ثم أعيدت بشكل شرفي، وتولى إدارتها مجلس أعلى تابع لوزارة الحرب، حتى ألغي ذلك المجلس عقب إعلان الجمهورية الثانية سنة 1931.
وقد أعيدت هذه المنظمة ـ مع منظمات فرسان كاثوليكية أخرى مشابهة ـ في عهد الملك خوان كارلوس الأول كجمعيات مدنية، مع الحفاظ على طابعها كمنظمة من منظمات النبلاء الشرفية. وفي سنة 2014، بلغ عدد فرسان المنظمة الأحياء 35 فارسًا و30 مستجدًا. ولا يُضم إلى المنظمة إلا المتقدمون لها من ذوي الأصول النبيلة، وكان يُنظر في صحة نسب المتقدم النبيل إلى تاريخ أجداده من جهة الأب فقط. غير أن بعض التعديلات أُدخلت لاحقًا لإدراج الأجداد من جهة الأم إلى معايير الاعتراف بنبالة الأصل. ويشترط في المتقدم أن يكون كاثوليكيًا ممارسًا لدينه، وأن يكون ابنًا شرعيًا وابنًا لأبوين نتجا من زواج شرعي، وألا يكون من أصول غير مسيحية، وأن يقدم ما يثبت أن تراث أسرته في النبالة يمتد لما لا يقل عن مائتي سنة، على أن تكون هذه النبالة بالوراثة لا بالمنح، وذلك لكل من أجداده الأربعة المنحدرين عن زواج شرعي.